# أكتاو
هي مدينة تقع في غرب جمهورية كازاخستان وهي من أكبر المدن في غرب البلاد .
تعد أكتاو الميناء الوحيد لجمهورية كازاخستان على بحر قزوين ، وهي عاصمة أوبليس مانكيستاو وهي المحافظة المحاذية
لبحر قزوين في كازاخستان .
بلغ عدد سكان مدينة أكتاو في عام 2005 م حوالي 162400 نسمة.
تتميز مدينة أكتاو بنظام خاص لعنونة الشوارع ، فالشوارع فيها ليس لها أسماء ، وكل منزل له عنوان يتكون من ثلاثة أرقام هي عبارة عن رقم للحي ورقم للبناء ورقم للشقة السكنية، ويعود السبب في ذلك أن المدينة بنيت في عهد الإتحاد السوفييتي لتضم مساكن موظفي صناعة التنقيب عن اليورانيوم .

## تاريخ المدينة
بدأت المدينة على شكل تجمع سكاني صغير في عام 1961 م لكثرة مخزونات اليورانيوم الموجودة في تلك المنطقة، وتم اعتبارها مدينة في
عام 1963 م .
عند إنشاء المدينة أطلق عليها اسم (شيفشنكو) نسبة للشاعر الأوكراني شيفشنكو الذي نفي إلى هذه المدينة بسبب آرائه السياسية، ولكن المدينة مالبثت أن أخذت اسما كازاخياً هو أكتاو بمجرد استقلال كازاخستان عن الإتحاد السوفييتي في عام 1991 م.

## المواصلات في أكتاو
يوجد في أكتاو مطار دولي صغير ومحطة قطار وميناء تم توسعته مؤخراً يربط كازاخستان مع دول حوض بحر قزوين .

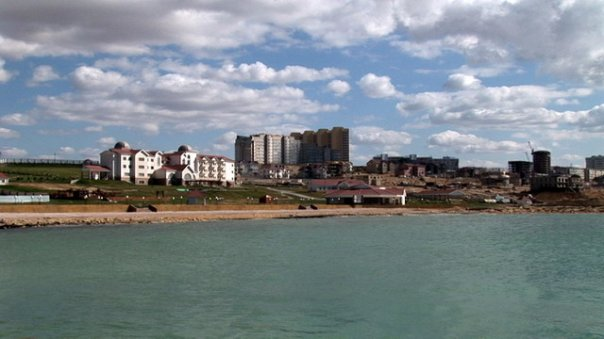
منظر للشاطيء في أكتاو

## توأمة
لأكتاو اتفاقيات توأمة مع كل من:
- أتيراو
- سومقاييت
- كونستانتسا
- بوتي
- جرجان

## وصلات خارجية
- Aktau City site (KAZ)